# Венский конкордат
Венский конкордат — договор, заключенный 17 февраля 1448 года между Священной Римской империей и Святым Престолом.

## Предыстория
В княжеском конкордате, заключенном в январе 1447 года между папой Евгением IV и князьями-выборщиками Священной Римской империи, Евгений согласился восстановить архиепископов-выборщиков Трира и Майнца, которых он низложил за поддержку Базельского собора и антипапой он избрал Амадея VIII, герцога Савойского. Взамен князья признали Евгения законным папой.

## Договор
Венский конкордат был подписан Фридрихом III, императором Священной Римской империи, и папским легатом кардиналом Хуаном Карвахалем 17 февраля 1448 года. Папа Николай V подтвердил договор 19 марта. Он предусматривал, что первоначальный выбор епископов должен был происходить без вмешательства папы, но папа продолжал пользоваться правом подтверждать такие выборы и заменять епископов, которых он считал недостойными.
Венский конкордат регулировал отношения между Священной Римской империей и Святым Престолом до распада империи 6 августа 1806 года.